# Vliegvelden gesorteerd naar IATA-code U
Dit is een lijst van vliegvelden gesorteerd op IATA-code met de beginletter U.
| IATA | ICAO | Luchthaven          | Stad             | Land        |
| ---- | ---- | ------------------- | ---------------- | ----------- |
| UAS  | HKSB | Samburu             | Samburu          | Kenia       |
| UBP  | VTUU | Ubon Ratchathani    | Ubon Ratchathani | Thailand    |
| UFA  | UWUU | Ufa                 | Ufa              | Rusland     |
| UGC  | UTNU | Urgench             | Urgench          | Oezbekistan |
| UIO  | SEQU | Mariscal Sucre      | Quito            | Ecuador     |
| ULN  | ZMUB | Dzjengis Khan       | Ulaanbaatar      | Mongolië    |
| ULY  | UWLW | Vostochny           | Ulyanovsk        | Rusland     |
| UME  | ESMU | Umea                | Umeå             | Zweden      |
| UPG  | WAAA | Sultan Hasanuddin   | Ujung Pandang    | Indonesië   |
| URC  | ZWWW | Diwopu              | Ürümqi           | China       |
| URE  | EEKE | Kuressaare          | Kuressaare       | Estland     |
| URT  | VTSB | Surat Thani         | Surat Thani      | Thailand    |
| USH  | SAWH | Ushuaia             | Ushuaia          | Argentinië  |
| USM  | VTSM | Ko Samui            | Koh Samui        | Thailand    |
| UTN  | FAUP | Upington            | Upington         | Zuid-Afrika |
| UTP  | VTBU | Rayong-Pattaya Intl | Rayong           | Thailand    |
| UVF  | TLPL | Hewanorra Intl      | Vieux Fort       | Saint Lucia |
| UYL  | HSNL | Nyala               | Nyala            | Soedan      |

A · B · C · D · E · F · G · H · I · J · K · L · M · N · O · P · Q · R · S · T · U · V · W · X · Y · Z · (alles)